# Ojo de Agua, Amatenango de la Frontera
Ojo de Agua är en ort i Mexiko.   Den ligger i kommunen Amatenango de la Frontera och delstaten Chiapas, i den sydöstra delen av landet, 900 km sydost om huvudstaden Mexico City. Ojo de Agua ligger 1 183 meter över havet och antalet invånare är 390.
Terrängen runt Ojo de Agua är kuperad åt nordväst, men åt sydost är den bergig. Runt Ojo de Agua är det ganska tätbefolkat, med 100 invånare per kvadratkilometer. Närmaste större samhälle är Frontera Comalapa, 11,0 km nordväst om Ojo de Agua. I omgivningarna runt Ojo de Agua växer i huvudsak städsegrön lövskog.